# Anastasiya Valkevich
Anastasiya Valkevich (Minsk, 1994) es una deportista polaca de oprigen bielorruso que compite en vela en la clase iQFoil. Ganó una medalla de bronce en el Campeonato Europeo de IQFoil de 2024.

## Palmarés internacional
| \| Campeonato Europeo \| Campeonato Europeo \| Campeonato Europeo \| Campeonato Europeo \| \| Año \| Lugar \| Medalla \| Clase \| \| ------------------ \| ------------------ \| ------------------ \| ------------------ \| \| 2024 \| Cagliari (Italia) \| Medalla de bronce \| iQFoil \| |                   |                   |        |
| Campeonato Europeo |                   |                   |        |
| Año | Lugar             | Medalla           | Clase  |
| 2024 | Cagliari (Italia) | Medalla de bronce | iQFoil |